# Wankaner
Wankaner è una suddivisione dell'India, classificata come municipality, di 40.191 abitanti, situata nel distretto di Rajkot, nello stato federato del Gujarat. In base al numero di abitanti la città rientra nella classe III (da 20.000 a 49.999 persone).

## Geografia fisica
La città è situata a 22° 37' 0 N e 70° 55' 60 E e ha un'altitudine di 80 m s.l.m..

## Società

### Evoluzione demografica
Al censimento del 2001 la popolazione di Wankaner assommava a 40.191 persone, delle quali 20.765 maschi e 19.426 femmine, per un totale di 7.674 nuclei familiari.